# Operation Jericho (Roman)
Operation Jericho ist der zehnte James-Bond-Roman, der nicht von Ian Fleming geschrieben wurde. Nach Flemings Tod 1964 wurden andere Autoren von der Ian Fleming Publications Limited beauftragt, die James-Bond-Romanreihe fortzuführen. Der Roman wurde erstmals 1992 unter dem Titel Fahr zur Hölle, Mr. Bond in Deutschland veröffentlicht.

## Inhalt
Nachdem er seine Frustration über mangelndes Handeln nach seiner einjährigen Mission bei der Royal Navy zum Ausdruck gebracht hat, droht Bond mit seinem Rücktritt. Stattdessen befiehlt M Bond, Urlaub zu nehmen. Bond reist nach Victoria, British Columbia, wo er von Lee Fu-Chu fasziniert ist, einem Philanthropen, der wegen einer deformierten Hand als "Brokenclaw" bekannt ist.
Später wird Bond nach San Francisco beordert, wo er die Entführung mehrerer Wissenschaftler untersuchen soll, die an einem neuen U-Boot-Erkennungssystem und einem "Gegenmittel" namens LORDS und LORDS DAY gearbeitet haben. Bond und die CIA-Agentin Chi-Chi Sue gehen undercover unter den Decknamen Peter Abelard und Héloïse, die zwei Agenten aus der Volksrepublik China zugewiesen wurden, die geschickt werden, um die U-Boot-Technologie zu bewerten, bevor sie sie kaufen.
Schließlich entdeckt Bond, dass Brokenclaw im Auftrag Chinas in dieses Schema verwickelt ist und auch eigene Pläne hat, die darin bestehen, eine weltweite wirtschaftliche Katastrophe auszulösen, indem er den Zusammenbruch des Dollars herbeiführt, indem er die New Yorker Börse anzapft, was wiederum andere wichtige Währungen weltweit zu Fall bringen würde. Der Plan, der als Operation Jericho bezeichnet wurde, war ein langfristiger Plan, der ursprünglich von den Japanern begonnen wurde, aber jetzt angenommen wird, dass er gleichzeitig von den Chinesen ausgearbeitet wurde, bevor er von Brokenclaw übernommen wurde.
Brokenclaws Versteck in Kalifornien wird von Special Forces gestürmt, nachdem er von Ed Rushia, einem Offizier des Marinegeheimdienstes, gefunden wurde, der Bond und Chi-Chi auf ihrer Mission suchte und versuchte, ihnen zu helfen. Brokenclaw entkommt dem Überfall, nur um von Bond und Rushia in den Chelan Mountains von Washington aufgespürt zu werden, wo Bond zu einem Folterritual herausgefordert wird, das als o-kee-pa bekannt ist. Am Ende läuft der Wettbewerb auf einen Kampf zwischen den beiden mit Pfeil und Bogen hinaus; Brokenclaw verfehlt Bond nur knapp und wird seinerseits von Bonds Pfeil durch den Hals geschossen.

## Ausgaben
Der Roman Brokenclaw erschien erstmals im Juli 1991 in Großbritannien und wurde ein Jahr später vom Heyne Verlag mit dem Titel Fahr zur Hölle, Mr. Bond in Deutschland veröffentlicht. Am 18. Juli 2016 erschien eine neue und ungekürzte Auflage beim Verlag Cross Cult mit dem neuen Titel Operation Jericho.

## Verfilmung
Der Roman diente bisher noch nicht als Grundlage für ein Drehbuch zu einem James-Bond-Film.